# AMNH 5027 (Tyrannosaurus)

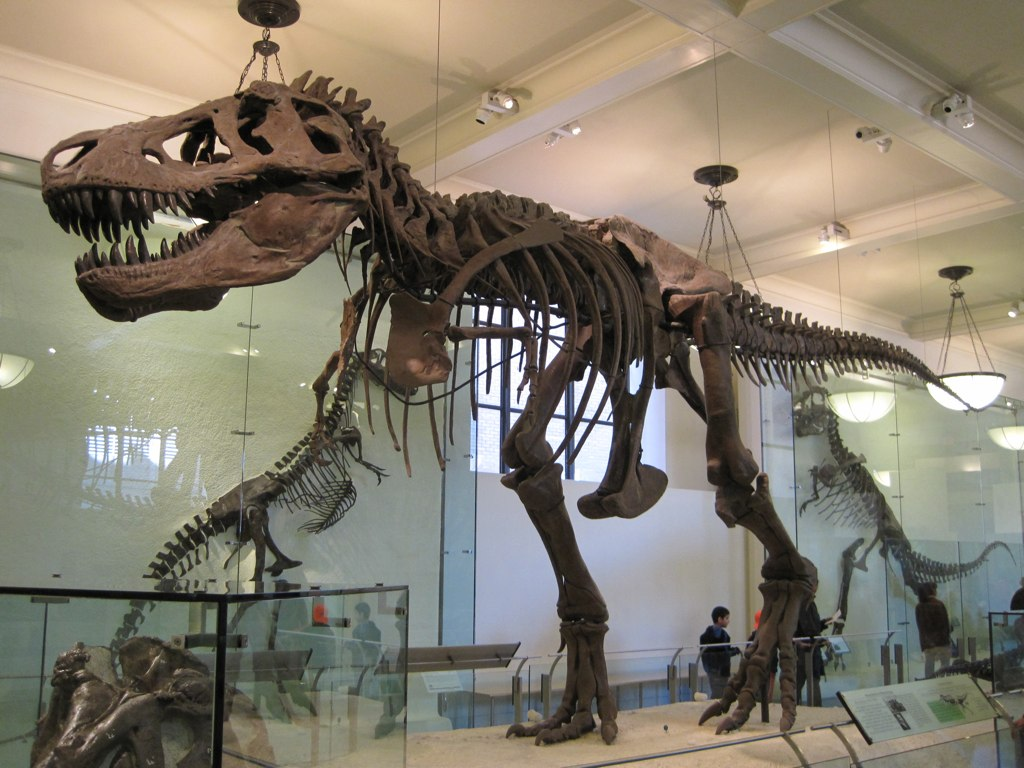
Tyrannosaurus rex - jedinec AMNH 5027.

AMNH 5027 je exemplář obřího teropoda druhu Tyrannosaurus rex, vystaveného již od roku 1915 v trvalé expozici Amerického přírodovědného muzea v New Yorku. Fosilie tohoto jedince byly objeveny v oblasti Dry Creek na území kraje McCone ve východní Montaně. Jedná se o druhého v pořadí objeveného a rozeznaného jedince druhu T. rex, jehož kostru objevil paleontolog Barnum Brown v roce 1908. Jedince popsal Henry Fairfield Osborn v letech 1912 a 1916. Původně měl být tento exemplář součástí muzejní scény se dvěma kostrami tyranosaurů, bojujících o kořist – tuto Osbornovu představu se však nakonec z technických důvodů nepodařilo realizovat.

## Popis a historie objevu

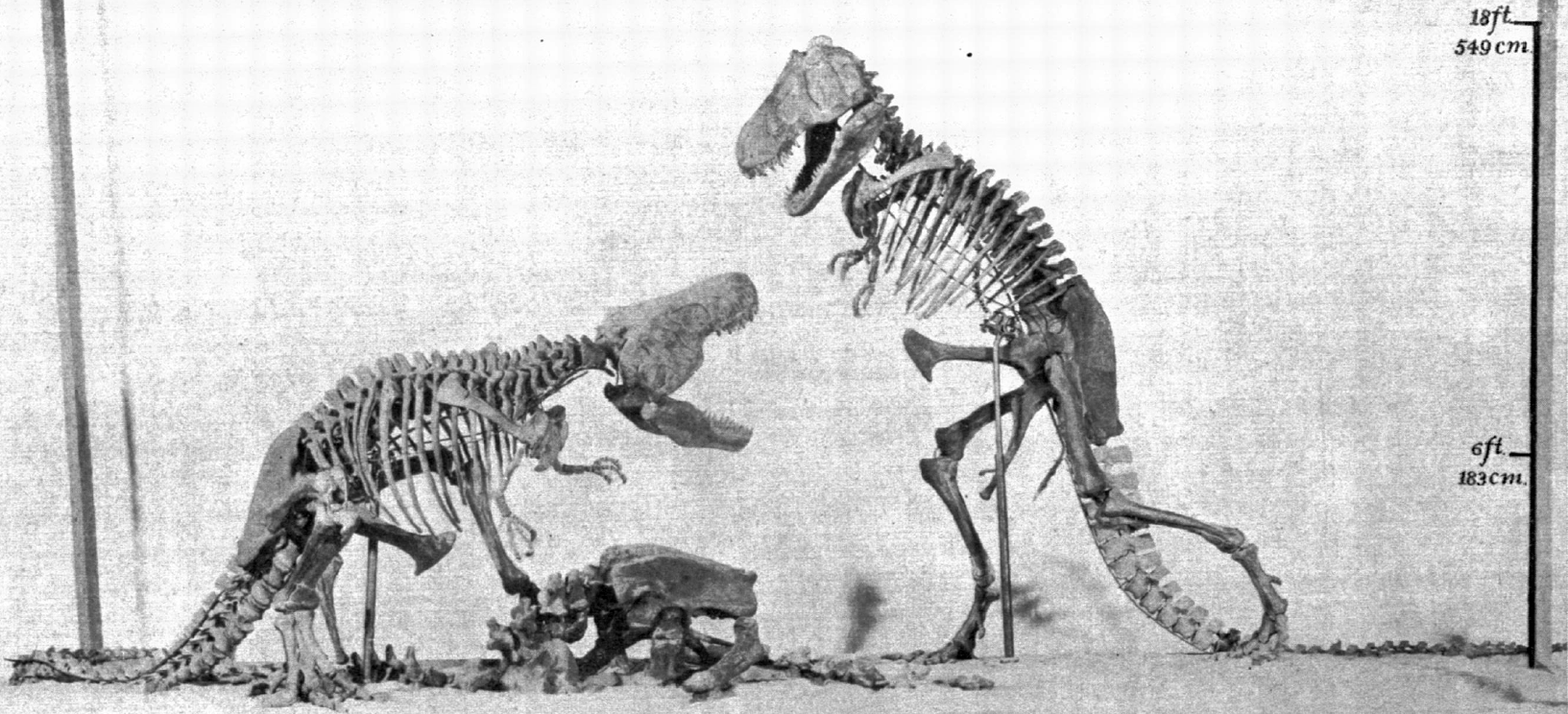
Model zamýšlené expozice se dvěma kostrami druhu T. rex, nakonec nerealizované. Jedním z nich je i AMNH 5027.

Podle odborné práce z roku 2021 měřil tento exemplář druhu T. rex na délku 11,49 metru a zaživa vážil kolem 9427 kilogramů.
Zkameněliny tohoto jedince byly objeveny v sedimentech souvrství Hell Creek. Byla objevena první téměř kompletní lebka, všechny krční, hrudní i křížové obratle, 18 ocasních obratlů a 7 hemálních oblouků, 9 krčních žeber, 20 žeber klasických (hrudních) a všechny části pánevního pletence. Celkem 143 kostí, tedy asi 48% kompletnost podle počtu dochovaných kostí.
Kostra byla umístěna v nesprávné vertikalizované pozici po celých 80 let, než byla v letech 1987 až 1996 provedena celková rekonstrukce expozice a kostra AMNH 5027 byla upravena do moderní, horizontální polohy držení těla.

## V populární kultuře

Znázornění velikosti některých exemplářů tyranosaura - zeleně AMNH 5027.

Až do objevu exemplářů Wankel-rex (1988) a Sue (1990) byl AMNH 5027 nejznámějším jedincem tyranosaura, který sloužil jako podklad pro všechny obrazové rekonstrukce tohoto dinosaura. Na základě lebky exempláře AMNH 5027 byla také vytvořena lebka ve znaku Jurského parku a všech jeho pokračování. Na světě dnes existuje množství kopií a replik tohoto exempláře, repliku lebky AMNH 5027 ve skutečné velikosti dnes najdeme například i v prostorách Přírodovědecké fakulty Univerzity Palackého v Olomouci (Katedra geologie).

## Související články

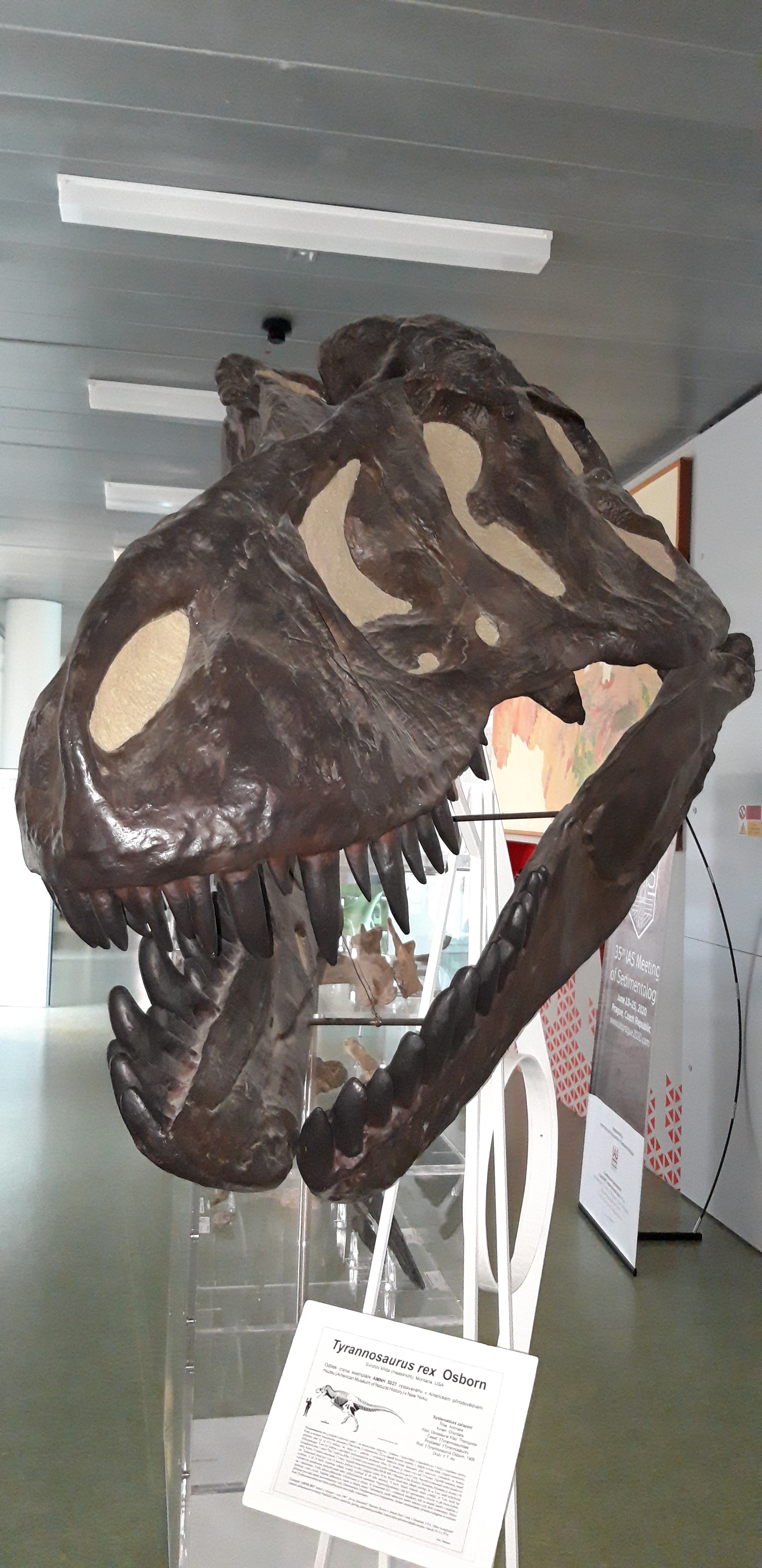
Replika lebky tyranosauřího exempláře AMNH 5027 v prostorách Katedry geologie při Přírodovědecké fakultě Univerzity Palackého v Olomouci.